# Résolution 1437 du Conseil de sécurité des Nations unies
Membres permanents
- Chine
- États-Unis
- France
- Royaume-Uni
- Russie

Membres non permanents
- Bulgarie
- Cameroun
- Colombie
- Guinée
- Irlande
- Mexique
- Maurice
- Norvège
- Singapour
- Syrie

Résolution no 1436 Résolution no 1438
La résolution 1437 du Conseil de sécurité des Nations unies est adoptée à l'unanimité lors de la 4 622e séance du Conseil de sécurité des Nations unies le 11 octobre 2002, après avoir rappelé les résolutions précédentes sur la Croatie, notamment les résolutions 779 (1992), 981 (1995), 1088 (1996), 1147 (1998), 1183 (1998), 1222 (1999), 1252 (1999), 1285 (2000), 1307 (2000), 1357 (2001), 1362 (2001), 1387 (2002) et 1424 (2002), le Conseil a autorisé la Mission d'observation des Nations unies à Prevlaka (MONUP) à continuer de surveiller la démilitarisation dans la région de la péninsule de Prevlaka en Croatie pendant deux derniers mois, jusqu'au 15 décembre 2002.
Le Conseil de sécurité s'est félicité de la situation calme et stable dans la péninsule de Prevlaka. Il a noté que la présence de la MONUP contribuait grandement au maintien de conditions propices au règlement du différend et s'est félicité que la Croatie et la république fédérale de Yougoslavie (Serbie et Monténégro) progressent dans la normalisation de leurs relations.
Prorogeant une dernière fois le mandat de la MONUP, le secrétaire général Kofi Annan a été invité à préparer sa fin, notamment en réduisant sa taille et en ajustant ses activités. Il a réitéré les appels lancés aux deux parties pour qu'elles cessent de violer le régime de démilitarisation, qu'elles coopèrent avec les observateurs des Nations unies et qu'elles garantissent aux observateurs une totale liberté de mouvement. Le secrétaire général Kofi Annan a été prié de faire rapport au Conseil sur l'achèvement du mandat de la MONUP, qui sera raccourci à la demande des parties.
Enfin, les deux parties ont été invitées à intensifier leurs efforts en vue d'un règlement négocié du conflit de Prevlaka, conformément à leur accord de normalisation des relations de 1996.